# Синови (филм)
„Синови” је југословенски ТВ филм из 1975. године. Режирао га је Славољуб Стефановић Раваси а сценарио је написао Мирко Ковач.

## Улоге
| Глумац                  | Улога            |
| ----------------------- | ---------------- |
| Младен Андрејевић       | Брица            |
| Никола Коле Ангеловски  | Слуга трифун     |
| Тихомир Арсић           | Дечак са шеширом |
| Радош Бајић             | Фудбалер         |
| Фарук Беголи            | Воја             |
| Иван Бекјарев           | Томић            |
| Александар Берчек       | Јанков син       |
| Војислав Воја Брајовић  | Слуга 2          |
| Горан Букилић           | Мали             |
| Бранко Цвејић           | Нови директор    |
| Слободан Ђурић          |                  |
| Предраг Ејдус           | Словенац         |
| Милан Ерак              | Бошко            |
| Милан Лане Гутовић      | Принц            |
| Лепомир Ивковић         | Соко             |
| Михаило Миша Јанкетић   | Златко           |
| Ђорђе Јелисић           |                  |
| Владимир Јевтовић       | Симовић          |
| Милутин Мима Караџић    | Црногорац        |
| Иван Клеменц            | Јанковић         |
| Петар Краљ              |                  |
| Тома Курузовић          | Јанко Шафарик    |
| Мирољуб Лешо            | Свештеник        |
| Предраг Мики Манојловић | Паја             |
| Ирфан Менсур            | Драган           |
| Милан Цаци Михаиловић   |                  |
| Предраг Милетић         | Миле             |
| Ратко Милетић           | Стражар          |
| Бранко Милићевић        |                  |

Остале улоге ▼
| Глумац                   | Улога         |
| ------------------------ | ------------- |
| Радован Миљанић          | Тика          |
| Зоран Миљковић           | Агент         |
| Воја Мирић               | Четник        |
| Драган Николић           | Послодавац    |
| Јован Осмајлић           | Убица у возу  |
| Миленко Павлов           | Бранислав     |
| Енвер Петровци           | Колумбо       |
| Чедомир Петровић         | Глумац        |
| Бранислав Петрушевић     | Циганин       |
| Душан Почек              | Илија         |
| Радко Полич              | Дедић         |
| Жарко Радић              | Милан         |
| Јован Радовановић        | Гост          |
| Лазар Ристовски          | Гоља          |
| Маринко Шебез            | Рапајић       |
| Зијах Соколовић          | Муслиман      |
| Миле Станковић           | Киковић       |
| Феђа Стојановић          | Марко         |
| Божидар Стошић           | Келнер        |
| Милан Штрљић             | Швалер        |
| Селимир Тошић            | Бабић         |
| Томислав Трифуновић      | Лекар         |
| Танасије Узуновић        | Тарић         |
| Миња Војводић            | Кочијаш Павле |
| Аљоша Вучковић           |               |
| Владан Живковић          | Гитариста     |
| Велимир Бата Живојиновић | Партизан      |